# COMICペンギンクラブ
COMICペンギンクラブ（コミックペンギンクラブ）は、辰巳出版の発行する月刊成人向け漫画雑誌。

## 概要
1986年（昭和61年）、辰巳出版より創刊。B5判・中綴じ（創刊当時）。多数ある成人向け漫画雑誌の中でも長い歴史を持ち、昭和時代創刊で唯一平成時代を乗り切った業界最古参の部類に入る。
2006年（平成18年）の同年10月号まで、外注の編集プロダクション「コミックハウス」に編集業務を委託していた。同年11月号からは自社内での編集となり、このリニューアルを機にそれまでの作家陣のほとんどが茜新社より新たに創刊されたコミックハウス編集の『COMIC SIGMA』誌へと移籍している。 
2012年（平成24年）6月30日発売の同年8月号をもって、発行元が親会社である辰巳出版から子会社の富士美出版へと変更となっている。 姉妹誌も同様に、同年6月の発売分より富士美出版からの発行に変更となっている。さらに2019年（平成31年）4月30日発売の6月号から、発行元が同じく辰巳出版の子会社のスコラマガジンへ変更となっている。
2019年（令和元年）6月28日発売の8月号にてリニューアルを敢行し、中綴じから平綴じへ変更（サイズはB5判のまま）・増ページ化・書店販売となる。定価も税別390円から税別900円へ大幅変更。
2021年（平成24年）8月、辰巳出版がスコラマガジンを吸収合併したことに伴い、8月30日発売の同年10月号をもって発行元が9年3か月ぶりに辰巳出版へと戻る。
2022年（令和4年）8月30日発売の10月号にて、3年ぶり・再度のリニューアルを敢行。表紙デザイン及び誌名ロゴや作家陣が一新された。以前の作家陣は同月に創刊されたティーアイネットの「COMIC 艶姫」に移籍した。この際、前号まで編集を務めていた人物は円満退社し、ティーアイネットに入社してCOMIC 艶姫の編集にあたっていたが4号で休刊したため、その後継誌として再び辰巳出版から「COMIC桃姫DEEPEST」が2023年1月16日にペンギンクラブの増刊として刊行開始された。
2023年（令和5年）春に辰巳出版の成年向けコミック編集部の体制が一新・再構築する事となったため、同年4月28日発売の6月号にて「COMIC桃姫DEEPEST」の作家陣を合流させてパワーアップ・三度のリニューアルを行うことを公式サイト上にて発表。それに伴い「COMIC桃姫DEEPEST」の刊行もしばらく休止となる。予定通り同年4月28日発売の6月号にてリニューアルが行われ、100ページ大増量となりページ数も歴代最高厚の476ページとなった。また、誌名ロゴも2022年9月号以前のロゴに戻った。
吉行ゆきのが成人向け漫画の書評コラムを寄稿している。

## 現在の主な執筆作家
五十音順に掲載。 ★=COMIC桃姫DEEPESTにて執筆したのち本誌に復帰した作家
- 朱音ミドリ ★
- 五十嵐唱乃 ★
- 一本杭 ★
- ウザキユウ ★
- 鬼斬ゆにこーん ★
- 尾野けぬじ - 過去に執筆掲載していた時期があったが、2023年4月号～5月号に掲載後の間を経て、2025年4月号以降掲載。
- 甲斐ひろゆき ★
- Cuvie ★ - 一時『COMICペンギンセレブ』に移っていたが、休刊後はCOMICペンギングラブ山賊版を中心に執筆しながら本誌にも時々執筆。
- 神楽雄隆丸 ★
- 観音リツ
- くりから
- くまのとおる ★
- 胡桃屋ましみん ★
- 齋藤燕 ★
- 左倉かなを(旧:アーセナル) ★
- じぇいく ★
- J-2型極
- 志乃武丹英 ★
- 神宮小川
- 瀬奈陽太郎 ★
- ゾンベル築地
- 村民c - 2022年12月号・2023年1、2、4、5月号ではRK(けりー)原作の作画担当で参加掲載。2024年7月号以降、村民cがストーリーも担当して単独掲載。
- 大秦国王安敦 ★
- タケイツカサ ★
- たまきみさお ★
- たまごろー
- 時浜次郎 ★
- 隣 ★
- 長い草 ★
- 西川康 ★
- はく雲 ★
- はまやらわん
- 本田直樹 ★
- 舞原マツゲ - 2021年3月号 - 2022年3月号の間に7号分掲載され、リニューアル後の2023年2月号に久々に掲載された。その後2024年11月号以降、隔月ペースで掲載。
- まるキ堂
- Yan-Yam ★ - 2015年10月号-2016年2月号の間の隔月と、2016年4月号から2022年9月号及び、COMIC桃姫DEEPESTのVOL.001～003を経て、2023年6月号以降の表紙イラストを担当。
- 吉田 ★

ほか

## 過去の執筆作家
- あさぎ龍
- 幾夜大黒堂
- 上乃龍也
- かんとり
- 澤野明 - 屡那に代わって2008年9月号から2013年4月号まで表紙のイラストを担当。それ以降は2015年8月号まで持ち回りとなっていた。
- たぬきマソ
- 100円ロッカー - 2015年9月号 - 2016年3月号の間は、隔月で表紙イラストも担当していた。2022年7月号以降は掲載なく離れていたが、2023年7月号に久々に掲載された。
- 宮社惣恭
- 村正みかど - 2022年10月号のリニューアルより掲載開始。2023年6月号のリニューアル後も掲載継続されたが、同年2023年11月12月合併号をもって一旦毎号掲載が終了するも、2024年9月号から2025年1月号まで掲載。
- LINDA - 一時COMIC SIGMAと同時執筆していた。

2022年10月号～2023年5月号の間に執筆・掲載された作家
- 葵奈太
- 麻倉下市
- あほすたさん
- あましょく
- 糸杉柾宏
- 岸里さとし
- きぃう
- キャットプロテイン
- 草野紅壱
- ケミガワ
- 紺ナリタ
- Zummy
- 天馬ふぇみお
- 七鍵智志
- 早野りんた[注釈 5]
- ビッチ☆ゴイゴスター
- 星崎レオ
- MARUTA[注釈 6]
- ミカリン
- みなもと小定
- むらさき朱
- らーめん

ほか

## アニメ化作品
いずれもアダルトアニメ。
| 作品                 | 発売年          | アニメーション制作 | 備考 |
| -------------------- | --------------- | ------------------ | ---- |
| ドラゴンピンク       | 1994年 - 1995年 | AIC                |      |
| STAINLESS NIGHT      | 1995年 - 1996年 | オー・エル・エム   |      |
| それゆけまりんちゃん | 2001年 - 2003年 | N/A                |      |

## 休刊した姉妹誌
COMICペンギンクラブ山賊版
同じスコラマガジンから刊行→配信されている（創刊当時の発行元は辰巳出版、後に富士美出版）。原則として毎号11日の発売だが、9日か10日に前倒しで発売されることも多く、後述の通り、復刊号となった2020年3月号は2月28日、2020年5月号の発売日は月を跨いだ後の15日と大きくズレている。
1988年（昭和63年）に創刊され、当初は隔月刊で本誌『ペンギンクラブ』の増刊扱い（創刊号から第4号まで）。
1989年（平成元年）に独立創刊され、月刊化。
2008年（平成20年）1月号を最後に、表紙に大きく「PS」と表記されたロゴ（『ペンギンクラブ』の「P」と「山賊版」の「S」で「PS」）の採用を廃止。
2008年（平成20年）2月号から雑誌ロゴがリニューアルし、本誌ロゴに「山賊版」の表記がついた形で表記されるようになった。
2017年（平成29年）3月号の発売を最後に月刊制を廃止し、同号から奇数月に発売する隔月刊へ移行。
2018年（平成30年）8月10日発売の9月号で紙媒体での刊行を終了し、同年10月11日発売の11月号より電子書籍での配信に移行。
2019年（平成31年）4月10日発売の5月号で一時休刊（7月号の発売予定は載っていたが、諸般の事情で発売されず、5月号が休刊前の最終号）となった。
2020年（令和2年）2月28日発売の3月号にて復刊するも、同年9月11日発売の9月号で再度刊行停止（事実上の休刊）。
連載されていた作品:  友野ヒロ『ナマで膣内をいっぱいにして。』(2015年2月号～2016年8月号に掲載)
カイザーペンギン（14号、15号はコミックカイザーと表記）
1994年（平成6年）に創刊された山賊版増刊号。同年内に月刊化。1995年8月発売の15号をもって休刊。
ヤングペンギン
1999年（平成11年）に創刊され、年内に休刊となった増刊号。成年向け雑誌の増刊にもかかわらず、青年誌という体裁を取っていた。
COMICペンギンセレブ
同じ富士美出版から刊行されていた（創刊当時の発行元は辰巳出版）。毎月21日発売。
2006年に創刊された。当初は隔月刊で、ペンギンクラブ本誌および山賊版に掲載された作品から作者別のセレクションとして再録していた。のちに、休刊した『COMIC桃姫』の作家陣を吸収（一部はペンギンクラブ本誌および山賊版に移籍）し、2010年9月号（同年7月20日発売）より月刊誌へ移行。その後、2016年7月号より隔月刊へ移行。2017年11月21日発売の2018年1月号をもって休刊。

## 関連雑誌
- COMICバズーカ - 富士美出版から毎月8日発売にて刊行されていた（創刊当時の発行元は辰巳出版）。1997年に創刊され[15][注釈 7]、2013年1月8日発売の同年2月号をもって休刊した[要出典]。
- COMICバズーカDEEP - 辰巳出版から奇数月20日発売にて刊行されていた。2007年5月20日発売のVol.01にて創刊され[要出典]、2010年1月20日発売のVol.17をもって休刊した[要出典]。
- WEBバズーカ - 富士美出版の発行する月刊webマガジン。2014年3月創刊。2016年8月20日発売のVol.31をもって休刊した。
- COMIC桃姫 - 富士美出版から毎月5日発売にて刊行されていた。2000年に創刊され[17]、2010年5月6日発売の同年6月号をもって休刊した[18]。その後約12年半の時を経て2023年1月16日に、COMIC桃姫の名を冠した新雑誌「COMIC桃姫DEEPEST」がペンギンクラブの姉妹誌(増刊)として刊行開始された[5][6]が、前述の通り同年4月にペンギンクラブのリニューアルのためしばらく刊行休止となるが、不定期での刊行再開を目指す予定。[8]